# Нерљ (притока Волге)
Нерљ (рус. Нерль) река је која протиче преко територија Јарославске и Тверске области, у европском делу Руске Федерације и десна притока реке Волге (и део басена Каспијског језера).
Истиче из језера Сомино на југозападу Јарославске области, тече у смеру северозапада и након 112 km тока улива се у вештачко Угличко језеро на Волги као десна притока. Ушће се налази на територији Каљазинског рејона Тверске области. Површина басена је 3.270 km². Под ледом је од краја новембра до прве декаде априла. Просечан проток на годишњем нивоу је 12 m³/s. 
Њено корито у доњем делу тока је потопљено водама Угличког језера. Пловна је дужином од 40 km узводно од ушћа. Најважније притоке су Кубра, Вјулка и Сабља.
Код села Андријаново њено корито је преграђено и саграђена је мања хидроелектрана капацитета 0,18 МВт.